# Играпиуна
Играпиуна (порт. Igrapiúna) — муниципалитет в Бразилии, входит в штат Баия. Составная часть мезорегиона Юг штата Баия. Входит в экономико-статистический микрорегион Валенса. Население составляет 16 612 человека на 2006 год. Занимает площадь 512,837 км². Плотность населения — 32,4 чел./км².

## Статистика
- Валовой внутренний продукт на 2003 год составляет 33 903 170,00 реалов (данные: Бразильский институт географии и статистики).
- Валовой внутренний продукт на душу населения на 2003 год составляет 2138,60 реалов (данные: Бразильский институт географии и статистики).
- Индекс развития человеческого потенциала на 2000 год составляет 0,601 (данные: Программа развития ООН).